# Fillmore West 1969
Fillmore West 1969 je koncertní trojalbum americké skupiny Grateful Dead. Album bylo nahráno ve Fillmore West od 27. února do 2. března 1969 a vyšlo v listopadu 2005 u Rhino Records.

## Seznam skladeb
| Disk 1 | Disk 1                         | Disk 1                       | Disk 1 |
| Pořadí | Název                          | Autor                        | Délka  |
| ------ | ------------------------------ | ---------------------------- | ------ |
| 1.     | Morning Dew                    | Dobson, Rose                 | 11:05  |
| 2.     | Good Morning Little Schoolgirl | Williamson                   | 11:00  |
| 3.     | Doin' That Rag                 | Garcia, Hunter               | 6:56   |
| 4.     | I'm a King Bee                 | Harpo, arr. by Grateful Dead | 7:31   |
| 5.     | Cosmic Charlie                 | Garcia, Hunter               | 6:02   |
| 6.     | Turn On Your Lovelight         | Scott, Malone                | 19:09  |

| Disk 2 | Disk 2                    | Disk 2                                                 | Disk 2 |
| Pořadí | Název                     | Autor                                                  | Délka  |
| ------ | ------------------------- | ------------------------------------------------------ | ------ |
| 1.     | Dupree's Diamond Blues    | Garcia, Hunter                                         | 4:48   |
| 2.     | Mountains of the Moon     | Garcia, Hunter                                         | 4:52   |
| 3.     | Dark Star                 | Garcia, Hunter, Hart, Kreutzmann, Lesh, McKernan, Weir | 19:43  |
| 4.     | St. Stephen               | Garcia, Hunter, Lesh                                   | 7:51   |
| 5.     | The Eleven                | Lesh, Hunter                                           | 15:13  |
| 6.     | Death Don't Have No Mercy | Davis                                                  | 9:48   |

| Disk 3         | Disk 3                                                                                      | Disk 3                         | Disk 3 |
| Pořadí         | Název                                                                                       | Autor                          | Délka  |
| -------------- | ------------------------------------------------------------------------------------------- | ------------------------------ | ------ |
| 1.             | That's It for the Other One“ „Cryptical Envelopment“ „The Other One“ „Cryptical Envelopment | Garcia Weir, Kreutzmann Garcia | 23:30  |
| 2.             | Alligator                                                                                   | Lesh, McKernan, Hunter         | 4:00   |
| 3.             | Drums                                                                                       | Hart, Kreutzmann               | 6:52   |
| 4.             | Jam                                                                                         | Grateful Dead                  | 25:31  |
| 5.             | Caution (Do Not Stop on Tracks)                                                             | Grateful Dead                  | 9:13   |
| 6.             | Feedback                                                                                    | Grateful Dead                  | 7:54   |
| 7.             | We Bid You Goodnight                                                                        | trad., arr. by Grateful Dead   | 2:01   |
| Celková délka: | Celková délka:                                                                              | Celková délka:                 | 203:01 |

## Sestava
- Jerry Garcia - sólová kytara, zpěv
- Bob Weir - rytmická kytara, zpěv
- Phil Lesh - basová kytara, zpěv
- Ron McKernan - harmonika, varhany, perkuse, zpěv
- Tom Constanten - varhany
- Mickey Hart - bicí
- Bill Kreutzmann - bicí